# William Frankland
Pour les articles homonymes, voir Frankland.
William Frankland est un allergologue et immunologiste britannique né le 19 mars 1912 dans le Sussex et mort le 2 avril 2020 à Londres du Covid-19.